# Léh
Léh é um município da Hungria, situado no condado de Borsod-Abaúj-Zemplén. Tem 8,45 km² de área e sua população em 2015 foi estimada em 401 habitantes.